# IHL 1975/76
Die Saison 1975/76 war die 31. reguläre Saison der International Hockey League. Während der regulären Saison bestritten die neun Teams jeweils 78 Spiele. In den Play-offs setzten sich die Dayton Gems durch und gewannen den dritten Turner Cup in ihrer Vereinsgeschichte.

## Teamänderungen
Folgende Änderungen wurden vor Beginn der Saison vorgenommen:
- Die Des Moines Capitols stellten den Spielbetrieb ein.

## Reguläre Saison

### Abschlusstabelle
Abkürzungen: GP = Spiele, W = Siege, L = Niederlagen, T = Unentschieden, OTL = Niederlage nach Overtime, GF = Erzielte Tore, GA = Gegentore, Pts = Punkte
| Northern Division | GP | W  | L  | T  | GF  | GA  | Pts |
| ----------------- | -- | -- | -- | -- | --- | --- | --- |
| Saginaw Gears     | 78 | 43 | 26 | 9  | 339 | 293 | 95  |
| Port Huron Flags  | 78 | 36 | 31 | 11 | 304 | 291 | 83  |
| Flint Generals    | 78 | 34 | 30 | 14 | 285 | 254 | 82  |
| Muskegon Mohawks  | 78 | 34 | 31 | 13 | 260 | 238 | 81  |
| Kalamazoo Wings   | 78 | 27 | 41 | 10 | 273 | 326 | 64  |

| Southern Division  | GP | W  | L  | T  | GF  | GA  | Pts |
| ------------------ | -- | -- | -- | -- | --- | --- | --- |
| Dayton Gems        | 78 | 47 | 21 | 10 | 340 | 240 | 104 |
| Fort Wayne Komets  | 78 | 28 | 36 | 14 | 289 | 309 | 70  |
| Toledo Goaldiggers | 78 | 27 | 37 | 14 | 269 | 293 | 68  |
| Columbus Owls      | 78 | 24 | 47 | 7  | 251 | 366 | 55  |

## Turner-Cup-Playoffs
| Turner-Cup-Viertelfinale | Turner-Cup-Viertelfinale | Turner-Cup-Viertelfinale |    |                   | Turner-Cup-Halbfinale | Turner-Cup-Halbfinale | Turner-Cup-Halbfinale |  |  | Turner-Cup-Finale | Turner-Cup-Finale | Turner-Cup-Finale |
|                          |                          |                          |    |                   |                       |                       |                       |  |  |                   |                   |                   |
| N1                       | Saginaw Gears            | 4                        |    |                   |                       |                       |                       |  |  |                   |                   |                   |
| N4                       | Muskegon Mohawks         | 1                        |    |                   |                       |                       |                       |  |  |                   |                   |                   |
| N4                       | Muskegon Mohawks         | 1                        | N1 | Saginaw Gears     | 0                     |                       |                       |  |  |                   |                   |                   |
|                          |                          |                          | N1 | Saginaw Gears     | 0                     |                       |                       |  |  |                   |                   |                   |
|                          | N2                       | Port Huron Flags         | 4  |                   |                       |                       |                       |  |  |                   |                   |                   |
| N2                       | N2                       | Port Huron Flags         | 4  | Port Huron Flags  | 4                     |                       |                       |  |  |                   |                   |                   |
| N2                       |                          |                          |    | Port Huron Flags  | 4                     |                       |                       |  |  |                   |                   |                   |
| N3                       | Flint Generals           | 0                        |    |                   |                       |                       |                       |  |  |                   |                   |                   |
| N3                       | Flint Generals           | 0                        | N2 | Port Huron Flags  | 0                     |                       |                       |  |  |                   |                   |                   |
|                          |                          |                          |    | Port Huron Flags  | 0                     |                       |                       |  |  |                   |                   |                   |
|                          | S1                       | Dayton Gems              | 3  |                   |                       |                       |                       |  |  |                   |                   |                   |
| S1                       | S1                       | Dayton Gems              | 3  | Dayton Gems       | 4                     |                       |                       |  |  |                   |                   |                   |
| S1                       |                          |                          |    | Dayton Gems       | 4                     |                       |                       |  |  |                   |                   |                   |
| N5                       | Kalamazoo Wings          | 2                        |    |                   |                       |                       |                       |  |  |                   |                   |                   |
| N5                       | Kalamazoo Wings          | 2                        | S1 | Dayton Gems       | 4                     |                       |                       |  |  |                   |                   |                   |
|                          |                          |                          | S1 | Dayton Gems       | 4                     |                       |                       |  |  |                   |                   |                   |
|                          | S2                       | Fort Wayne Komets        | 1  |                   |                       |                       |                       |  |  |                   |                   |                   |
| S2                       | S2                       | Fort Wayne Komets        | 1  | Fort Wayne Komets | 4                     |                       |                       |  |  |                   |                   |                   |
| S2                       |                          |                          |    | Fort Wayne Komets | 4                     |                       |                       |  |  |                   |                   |                   |
| S3                       | Toledo Goaldiggers       | 0                        |    |                   |                       |                       |                       |  |  |                   |                   |                   |

## Vergebene Trophäen

### Mannschaftstrophäen
| Auszeichnung                                          | Team        |
| ----------------------------------------------------- | ----------- |
| Turner Cup Gewinner der IHL-Playoffs                  | Dayton Gems |
| Fred A. Huber Trophy Bestes Team der regulären Saison | Dayton Gems |

### Individuelle Trophäen
| Auszeichnung                                                       | Spieler       | Team              |
| ------------------------------------------------------------------ | ------------- | ----------------- |
| James Gatschene Memorial Trophy MVP der regulären Saison           | Len Fontaine  | Port Huron Flags  |
| Leo P. Lamoureux Memorial Trophy Bester Scorer                     | Len Fontaine  | Port Huron Flags  |
| Governor’s Trophy Bester Verteidiger                               | Murray Flegel | Muskegon Mohawks  |
| James Norris Memorial Trophy Torhüter mit den wenigsten Gegentoren | Don Cutts     | Muskegon Mohawks  |
| Garry F. Longman Memorial Trophy Bester Rookie                     | Sid Veysey    | Fort Wayne Komets |